# Sașfălău, Vînohradiv
Sașfălău (în ucraineană Сасово, transliterat: Sasovo, în maghiară Tiszaszászfalu) este o comună în raionul Vînohradiv, regiunea Transcarpatia, Ucraina, formată numai din satul de reședință.

## Demografie
Componența lingvistică a comunei Sașfălău
     Ucraineană (98,6%)
     Alte limbi (1,31%)
Conform recensământului din 2001, majoritatea populației comunei Sasovo era vorbitoare de ucraineană (98,6%), existând în minoritate și vorbitori de alte limbi.